# Emily de Jongh-Elhage
Emily Saïdy de Jongh-Elhage, rođena Saïdy Elhage (7. prosinca 1946.) je nizozemska socijalno kršćanska političarka s otoka Curaçaoa. Politikom se bavi od 1995. godine. Bivša je premijerka Nizozemskih Antila. Dužnost je obnašala od 26. ožujka 2006. do 10. listopada 2010.,.  do dana kad su Nizozemski Antili raspušteni kao politička jedinica. Na dužnosti je naslijedila stranačkog kolegu Etiennea Ysa iz Stranke za restrukturirane Antile ( Partido Antiá Restrukturá), stranke čija je bila čelnica do kasne 2012., kad je dala ostavku. Na čelu stranke naslijedio ju je Daniel Hodge. Članica je Parlamenta Curaçaa.
De Jongh-Elhage je libanonskog podrijetla i rimokatolkinja je. Članica je Vijeća svjetskih čelnica, međunarodne mreže žena koje su bile ili su sadašnje predsjednice i premijerke. Misija pokreta je mobilizirati čelnice na najvišim razinama na globalnoj razini radi kolektivne akcije po pitanjima od kritične važnosti za ženska prava i ravnomjernog razvitka zemalja.